# 謎中謎
《谜中谜》（英語：Charade，又被譯為兒戲、啞謎），是1963年由環球影業出品的一部浪漫喜剧兼推理片，由奥黛丽·赫本和加里·格兰特主演。
影片讲述的是由奥黛丽·赫本出演的少妇瑞姬·蓝伯特（Reggie Lambert）在丈夫被谋杀后，因为丈夫生前贪污了一笔战时赃款而卷入充满凶险的巨大谜局之中的故事。

## 劇情
打算離婚的瑞姬·藍伯特夫人於渡假勝地巧遇己離婚的彼得·約書亞先生，兩人約定日後連絡。瑞姬回家後發覺整個房子竟只剩空殼。恰逢警探前來要求到警局中走一趟。由此展開一段身不由己的驚魂奇遇。
警探聲稱藍伯特先生變賣全副家當後搭火車外出，卻跌出車廂而死，所以要求藍伯特夫人認屍並領回遺物。藍伯特先生身上只有些不值錢的東西，賣掉全副身家所得的$250,000元鉅款不知所踪，而藍伯特夫人對自己丈夫一無所知，對於他竟有好幾本護照感到錯愕。
瑞姬回到一無所有的家，適逢約書亞先生由報上得知凶問後前來慰問。問了今後行止，並建議住進旅舍。
藍伯特先生的葬禮異常冷清，並無親友悼唁，只來了些言行怪異的神秘人。美國大使館還要求藍伯特夫人會見大使先生。
大使聲稱藍伯特先生其實姓沃斯，正受CIA通緝，為此要求瑞姬辨認些照片上的人。裡面都是去過葬禮的怪人們。大使要瑞姬小心，因為這些人很可能為了追索那$250,000而對她不利，而那筆錢其實是由美國政府手中偷走的。大使要求瑞姬若發現錢的下落便儘快通知，以策安全。
瑞姬處處受到神秘人等的威脅，看似只有約書亞能幫她，兩人逐漸發展成歡喜冤家。但約書亞與那些神秘人竟是一同夥而各懷鬼胎。相關人等全住同一家旅舍中。
神秘人之一致電瑞姬，聲稱約書亞本名卡森·戴爾，也是個必須防範的人。瑞姬驚慌之餘再度約見大使，由其口中得知，那二十五萬本是二戰期間美國政府資助法國地下抵抗組織的經費。戴爾與沃斯及那些緊咬不放的人就是當年經手的特工。他們假稱錢遭納粹破獲，實則秘藏並打算事後朋分，卻遭沃斯捲走。但戴爾照說早已死於德軍之手，如今這「戴爾」不知是何來路。大使反要求瑞姬為政府工作，探查其底細。
戴爾對瑞姬承認自己是卡森·戴爾的兄弟亞歷山大。瑞姬想要與亞歷山大更進一步，神秘人等卻綁架瑞姬朋友之子向她勒贖那二十五萬。為了證明錢不在自己手上，亞歷山大建議為錢而來的各人互搜對方房間。搜亞歷山大房間的人卻淹死在浴缸中。
當瑞姬更加期待亞歷山大的拯救時，卻又接到大使來電，稱卡森·戴爾並無兄弟。瑞姬逼問亞歷山大真實身份，他又說自己是名為亞當·康菲爾德的竊賊。
追逐鉅款的前特工又死一人，另一人失蹤。亞當認為錢不在任何人手中，重新檢視沃斯遺物仍一無所獲。次日，亞當卻發現警方遺物清單中的一份行程表竟已在被搜過之後不翼而飛。他要求瑞姬回憶其上記載，由之追索到一處市集，恰逢失踪的前特工也在場。亞當跟踪在後，忽見前特工在市集郵票攤前倉皇離去。滿頭霧水的亞當一見到郵票攤上的郵票後也明白了，急忙跟著追到旅舍去。他們找到了遺物中的信封，但其中的郵票早被瑞姬送給朋友的小孩。
瑞姬恰巧遇到自己的朋友帶著小孩到市集來交易郵票。她忽然明白自己給出去了什麼，急把小孩找回來，但他手上的郵票已經與人交易了一大堆普通郵票，而攤主提早收攤。三人追到攤主家。經專業評鑑，那三枚郵票乃是稀世奇珍，總價高達二十五萬。所幸攤主是老實的生意人，知道其中必有誤會，願意物歸原主。
瑞姬帶著郵票回到旅舍，卻發現最後一名前特工也死了，且用最後一口氣留下了戴爾幾個字。瑞姬認為是亞當為錢行凶，急電大使約見於劇院。亞當見到出門的瑞姬，也追趕而去。兩人一路你追我跑直到劇院，終於見到大使。正當瑞姬鬆一口氣時，亞當卻出槍對付大使，而大使也掏槍以對。亞當說大使是假的，他其實是人人都認為已死的卡森·戴爾，就是這個戴爾殺了所有人。
不知該相信哪一邊的瑞姬緩緩走向亞當時，假大使承認自己就是戴爾。他當年中槍被其他特工棄之不顧後遭德軍俘虜監禁，所有人都以為他死了，所以他必須報仇。瑞姬在亞當開槍掩護下逃到舞台，躲進一處提詞機關中。假大使追了上去。亞當走岔了路，到了舞台底下。趁著假大使在舞台上站定準備對瑞姬開槍時，亞當啟動舞台機關，假大使直接掉到舞台底下距離數層樓高的硬地上摔死。
瑞姬一心將郵票交還大使館，拒絕亞當一切說詞。兩人走到大使館，瑞姬一路獨自經指示與通報進入該去的辦公室，卻見亞當坐在裡面，原來他就是使館中負責追查此案的布萊恩·庫魯克襄。而戴爾則是趁午餐時間混進無人的辦公室假扮大使。兩人終於互訴愛意。

## 奖项与荣誉
- 奥斯卡最佳原創歌曲（提名）－亨利·曼西尼
- 金球獎最佳音樂及喜劇類電影男主角（提名）－加里·格兰特
- 金球獎最佳音樂及喜劇類電影女主角（提名）－奥黛麗·赫本
- 英國電影和電視藝術學院最佳女主角獎（BAFTA Award for Best Actress in a Leading Role）－奥黛丽·赫本

## 公有領域狀態
該電影開頭有註明「MCMLXIII BY UNIVERSAL PICTURES COMPANY, INC. and STANLEY DONEN FILMS, INC. ALL RIGHTS RESERVED」，但欠缺「著作權」一詞（Copyright、Copr.、©）標示。1978年，美國法律要求電影作品必須註明「著作權」一詞全寫「Copyright」、縮寫「Copr.」或符號「©」，方可享有著作權保護；而該片因未完整標示著作權，喪失著作權保護而進入公有領域。其後不同品質的VHS錄影帶、DVD-Video、藍光光碟版本相繼流通市面，亦可於互聯網檔案館免費下載。惟獨立版本的電影原聲帶仍受著作權保護。